# My Sweet Days
『My Sweet Days』（マイ・スウィート・デイズ）は、日本の声優、菊池志穂が恋愛シミュレーションゲーム『ときめきメモリアル』に登場する架空の人物、館林見晴名義で1998年11月6日にKONAMIからリリースした、2枚目のアルバム、及びそのアルバムの4曲目に収録されている楽曲のタイトルである。

## 解説
前作『Dream of you...』に続く館林見晴名義のセカンドアルバムであるが、本作は既に『ときめきメモリアル』イメージソングアルバム『ときめきメモリアル ボーカル・ベスト・コレクション』シリーズに収録されていた曲を主としており、実質的なベスト盤となっている。しかし、このアルバムにしか収録されていない楽曲が2曲、楽曲そのものは既に他のCDに収録されているもののこのアルバムにしか収録されていないリテイク版が3曲ある。

## 収録曲
1. 青になれ! (4:40)
  - 作詞：くまのきよみ / 作曲：宮島律子 / 編曲：岩﨑元是
『ボーカル・ベスト・コレクション5』などに収録されていた曲。
2. ゴールすんぜんっ (4:25)
  - 作詞：くまのきよみ / 作曲：坂下正俊 / 編曲：岸村正実
『ボーカル・ベスト・コレクション5』などに収録されていた曲。
3. イヴの夜 〜a graduation's eve〜 (4:42)
  - 作詞：くまのきよみ / 作曲：M Rie / 編曲：米光亮
このアルバムにしか収録されていない曲。
4. My Sweet Days (4:43)
  - 作詞：青柳美奈子 / 作曲：宮島律子 / 編曲：根岸貴幸
このアルバムの表題曲。『ボーカル・ベスト・コレクション3』に収録されていた曲。
5. ハートのスタートライン (4:53)
  - 作詞：くまのきよみ /作曲：村井聖夜 / 編曲：山下正
原曲は『ボーカル・ベスト・コレクション2』などに収録されており、虹野沙希役の菅原祥子、古式ゆかり役の黒崎彩子との3人で歌っていたが、このアルバムに合わせて菊池志穂のソロで再録音した[1]。
6. 手をつないでいて (4:14)
  - 作詞：さゆ鈴 / 作曲・編曲：古川もとあき
原曲は『月刊ときめきメモリアル アンコール』に収録されており、虹野沙希役の菅原祥子とのデュエットであったが、このアルバムに合わせて菊池志穂のソロで再録音した[2]。
7. ラビリンス -あなたに届くまで- (5:01)
  - 作詞：菊池志穂 / 作曲：M Rie / 編曲：米光亮
このアルバムにしか収録されていない曲。菊池志穂本人による作詞である。
8. SPRING DREAM (5:04)
  - 作詞：さゆ鈴 / 作曲：小西真理 / 編曲：岩崎元是
『彩のラブソング with you vol.1』に収録されていた曲。後に『ボーカルコレクション〜また逢えるね』にも収録された。
9. フィフネルの宇宙服 (4:11)
  - 作詞：大内正徳 / 作曲：村井聖夜 / 編曲：古川もとあき
原曲は『ボーカル・ベスト・コレクション2』などに収録されていたが、このアルバムに合わせて再録音した。
10. ふたりならHAPPY！ (5:18)
  - 作詞：さゆ鈴 / 作曲：辰巳博成 / 作曲：大島孝二
『ボーカル・ベスト・コレクション4』などに収録されていた曲。
11. Over the sky (4:02)
  - 作詞：MYU / 作曲：宮島律子 / 編曲：茂村泰彦
『ボーカル・ベスト・コレクション6 〜FINAL〜』などに収録されていた曲。